# Tyumencevói járás
A Tyumencevói járás (oroszul: Тюменцевский район) Oroszország egyik járása az Altaji határterületen. Székhelye Tyumencevo.

A Tyumencevói járás az Altaji határterületen

## Népesség
- 1989-ben 17 616 lakosa volt.
- 2002-ben 17 985 lakosa volt, melyből 16 478 orosz, 1 087 német, 139 ukrán, 58 azeri, 33 fehérorosz, 30 tatár, 26 üzbég, 16 örmény stb.
- 2010-ben 15 695 lakosa volt.